# Böse Philosophen
Böse Philosophen: Ein Salon in Paris und das vergessene Erbe der Aufklärung ist ein im Jahr 2011 veröffentlichtes Sachbuch des deutschen Historikers Philipp Blom.

## Inhalt

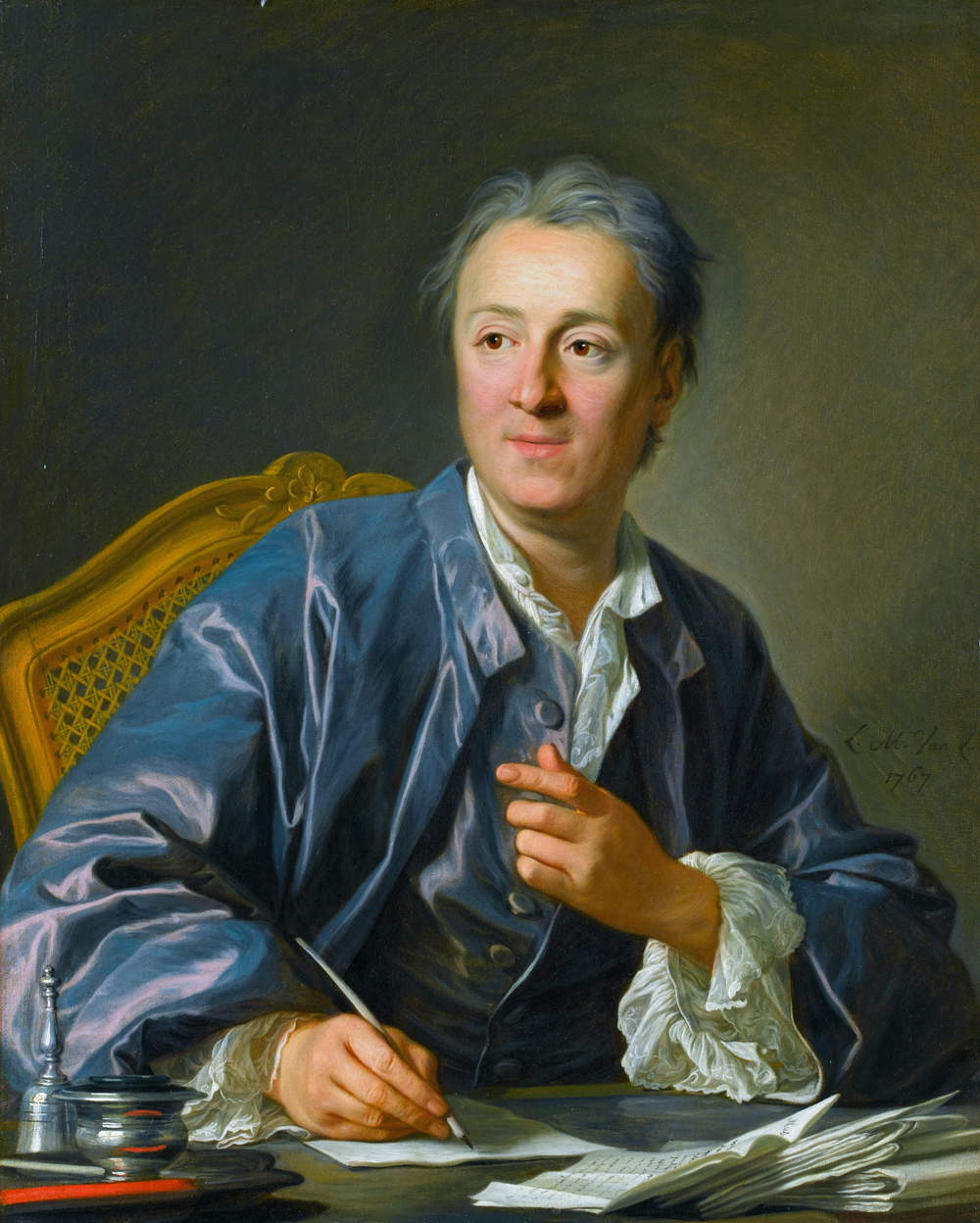
Denis Diderot

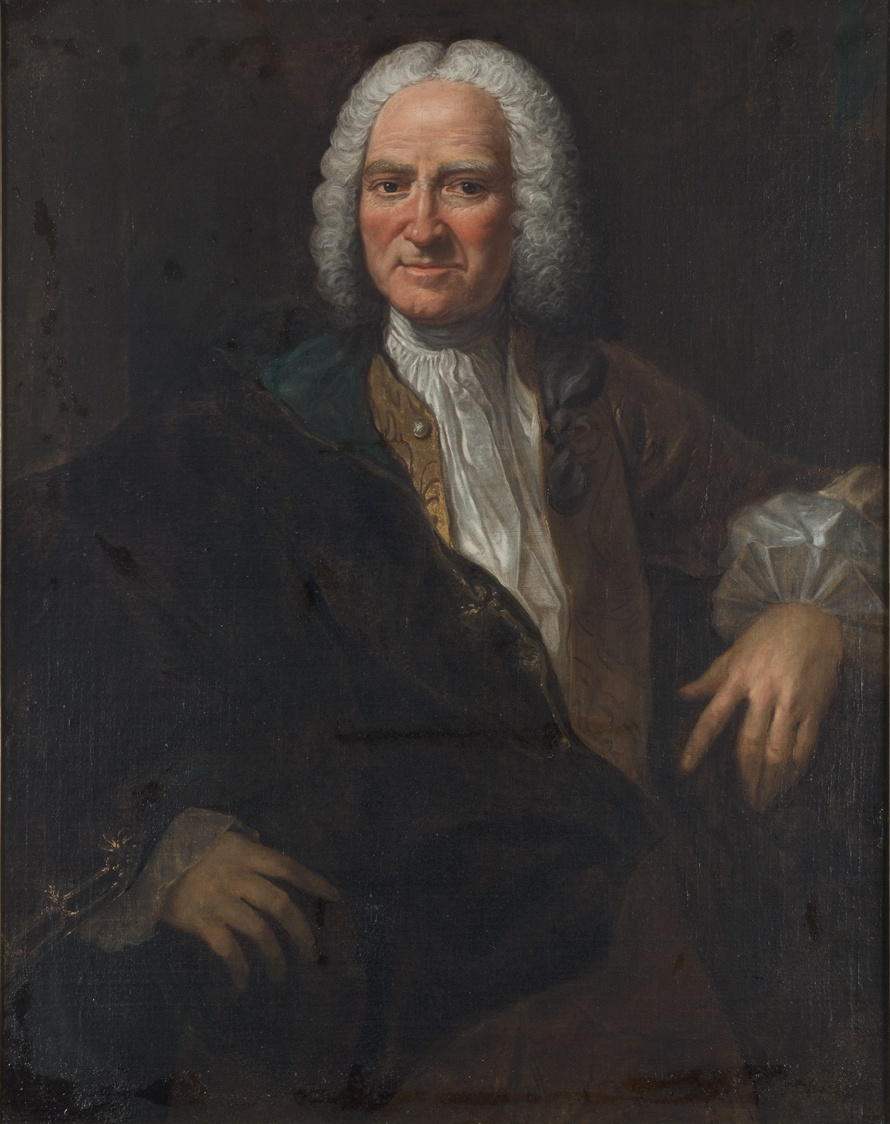
Paul Thiry d’Holbach

Zu Beginn macht sich der Autor Philipp Blom auf die Suche nach dem Ort, wo sich Paul Henri Thiry d’Holbach und Denis Diderot in der zweiten Hälfte des 18. Jahrhunderts regelmäßig mit anderen Philosophen und hochrangigen Gelehrten Europas trafen, um sich über verschiedenste radikale Theorien der Aufklärung und Politik auszutauschen. Dabei macht Blom klar, dass sich deren Ideen gegen das gesamte Fundament des damaligen Abendlandes richteten und deutlich radikaler waren, als etwa die der Vertreter der Französischen Revolution.
Er beschreibt die Zustände der damaligen feudalistisch-klerikalen Gesellschaft, die Zensur von kritischer Literatur/Philosophie, die drakonischen Strafen bei Nichteinhaltung von Verbannung bis zur Hinrichtung sowie die Notwendigkeit privater Salons. Dort konnten sich die Vordenker der Aufklärung weitgehend frei austauschen und an ihren Werken arbeiten. So sei etwa die Encyclopédie, deren Mitarbeiter überwiegend Besucher des Salons von Holbach waren, nicht nur ein Mittel gewesen, das Wissen der Welt zu sammeln, sondern auch die strikte Zensur zu umgehen und neue Ideen zu veröffentlichen.
Blom beleuchtet sowohl Kindheit als auch Jugend von Diderot und Holbach, verdeutlicht dabei die materiellen Unterschiede und zeigt auf, wie die beiden zueinander gefunden haben und eine enge Freundschaft entstand. Zu dieser Freundschaft gehörte zunächst auch Jean-Jacques Rousseau. Allerdings zerbrach diese im Laufe der Zeit, aufgrund der verschiedenen Weltanschauungen und seiner zunehmenden Paranoia. Rousseau habe in Wirklichkeit ein zutiefst pessimistisches Menschenbild vertreten und mit seiner Philosophie die Fundamente einer repressiven und brutalen Gesellschaftsordnung gelegt. Er habe nur das christliche Menschen- und Weltbild übernommen und es in eine neue Philosophie verpackt. Daraus seien u. a. der Große Terror unter Robespierre und die totalitären Ideologien des 20. Jahrhunderts entstanden. Beide Philosophien werden von Blom ausführlich beschrieben. Kritik wird auch an Voltaire geübt, da dieser nach Blom viel mehr am eigenen Wohlstand interessiert gewesen sei und unbedingt als Aushängeschild der Aufklärung dienen wollte. Deshalb habe er sich nicht gegen die Kirche, sondern gegen Teile der radikalen Aufklärer gewandt.
Bis heute bestimme dieses alt-christliche und nur in neuer Form verpackte Weltbild von Rousseau unser Denken. So würden wir immer noch in Kategorien wie „Erlösung“ und „Verdammnis“ verweilen und Angst vor scheinbar unlösbaren Problemen haben, wie etwa dem Klimawandel, nuklearen Kriegen oder zerstörerischen Asteroiden. Auch deshalb seien wir so anfällig für Ideen wie den Sozialismus, den vollkommenen Markt oder Science-Fiction, da dies als eine Art Ersatzhimmel wirke. Dieses Verständnis spiegele sich u. a. in der Sexualmoral, der Werbung, dem Gesundheits- und Jugendkult, der Filmbranche sowie in der Ablehnung radikaler Wissenschaft wie Stammzellenforschung und Gentechnik wider.
Diderot und Holbach hingegen werden als radikale Atheisten und Religions- sowie Kirchenkritiker beschrieben, welche die Ideen von Naturalismus, Materialismus, Sensualismus, Pragmatismus, Relativismus sowie jede Form von Gleichberechtigung und Feminismus teilten. Sie seien Vordenker der Evolutionstheorie gewesen, hätten schon theoretische Erkenntnisse über die DNA, die Natur der Atome, psychologische Erklärungsmodelle und vielem mehr gehabt, was erst Jahrhunderte später wissenschaftlich bewiesen wurde. Sie glaubten nicht an einen Sinn des Lebens, außer dem des Überlebens, Linderung von Schmerzen und Förderung des Genusses. Sie entwickelten eine Moral von Freiheit und Leidenschaft, deren einziges Prinzip sei; alles ist gut, was dem Menschen langfristig gut tut und umgekehrt. Dies solle zu einer Gesellschaft führen, welche von gegenseitigem Respekt getragen wird.
Die Gründe für das weitgehende Scheitern der Philosophie der radikalen Aufklärer und deren Unbekanntheit gegenüber Philosophen wie Voltaire, Kant oder Rousseau sei gewesen, dass sowohl zunächst die Vertreter der Französischen Revolution, als auch später die europäischen Monarchen insbesondere infolge des Imperialismus viel mehr an ihrer eigenen Macht sowie an der Ausbeutung der Kolonien und deren Bewohnern durch Sklaverei interessiert gewesen seien. Eine Gleichwertigkeit aller Menschen und Kulturen, wie sie von Diderot und Holbach vertreten wurde, hätte dem Imperialismus die Legitimität entzogen.
Blom kommt zu dem Schluss, unser Festhalten am vermeintlichen Sinn des Lebens sei nichts weiter als Narzissmus. Die Philosophen um Holbach und Diderot hätten dieses Prinzip umgekehrt: Nur aus der Sinnlosigkeit entstehe Ethik. Und aus dieser Einsicht entstehe das, was schon Epikur gefordert habe: Der ständige Versuch, die eigenen Leidenschaften zu verfeinern und zu lenken, statt sie zu verleumden, das eigenen Glück in dieser Welt zu finden, der eigenen Umwelt so wenig wie möglich zu schaden und so viel Gutes wie möglich zu schaffen.

## Rezensionen
„Philipp Blom hat mit seinem fesselnden philosophischen Panorama, mit seiner Schilderung der Welt der Intellektuellen in der zweiten Hälfte des achtzehnten Jahrhunderts ein Tor zu neuer Befassung mit ihnen aufgestoßen. Erst wenn man den Kreis soweit schlägt, wie er es tut, kommen kulturgeschichtliche Zusammenhänge in den Blick, die von den heute üblichen monographischen Darstellungen nicht erfasst werden.“

„Philipp Blom rehabilitiert die ‚bösen Philosophen‘ der Aufklärung. […] Ein ebenso gelehrtes wie amüsantes Buch. […] Die philosophischen Fragen, um die damals gerungen wurde, breitet Blom mit leichter Hand vor uns aus. Reichlich eingestreute Anekdoten sorgen dafür, dass wir auch in den theorielastigen Passagen nicht die Geduld verlieren.“

„Philipp Blom hat die Wege der bürgerlichen Aufklärer Mitte des 18. Jahrhunderts verfolgt und präzise ein intellektuelles Gravitationszentrum der Zeit verortet. […] Die 'bösen Philosophen' erklären, dass Aufklärung nichts ist, was Intellektuellen ohne Risiko in den Schoß fällt und sich dann in Menschen verkörpert, die auf einem Sockel stehen.“

„Blom mag nicht der erste Autor sein, der sich der radikalen Aufklärung widmet […], dafür ist seine Geschichte des Holbach'schen Salons die erste auf Deutsch erschienene Darstellung. Ob Blom ebenfalls – wie er in der Einleitung andeutet – einen Beitrag dazu geleistet hat, die christlichen Rudimente in aktuellen wissenschaftsethischen Diskursen wie bei der Debatte um die Präimplantationsdiagnostik zu entlarven, sei dahingestellt. Die von ihm propagierte positivistische Haltung als Allheilmittel gegen theologische Restbestände gegenwärtigen Denkens erscheint da etwas naiv. Mit diesem Buch ruft er jedoch in Erinnerung, wie wenig selbstverständlich ein von religiösen Dogmen unabhängiges Weltbild auch heute ist: Einen Kampfbegriff wie den derzeit so beliebten ‚Aufklärungsfundamentalismus‘ möchte man nach der Lektüre nicht mehr hören.“

„Gewiss lohnt es sich, die Ansichten der radikalen Aufklärer intensiv zu durchdenken. Bloms gut lesbares und anekdotenreiches Buch, durch das viele berühmte Namen aus der abendländischen Ideengeschichte schwirren – Baruch Spinoza, René Descartes, Kant, Isaac Newton, David Hume und etliche andere –, regt an, ihre Ethik der Empathie und Solidarität genauer in Augenschein zu nehmen. Doch sollen und wollen wir wirklich ihretwegen, wie Blom nahelegt, Kants poetischen Satz, ‚der gestirnte Himmel über mir, das moralische Gesetz in mir‘ über Bord werfen und mit ihm lieb gewordene religiöse Vorstellungen? Sollen wir uns nur an das Konkrete und Anschauliche halten und nicht auch mit Kant das ‚Ding an sich‘ zu denken wagen? Der Leser möge selbst entscheiden.“

## Auszeichnung
Für das Buch wurde Blom 2011 mit dem Gleim-Literaturpreis ausgezeichnet.

## Ausgaben
- Philipp Blom: Böse Philosophen: Ein Salon in Paris und das vergessene Erbe der Aufklärung. Carl Hanser Verlag, München 2011, ISBN 978-3-446-23648-6.